# ماريانا كوستا (لاعبة كرة طائرة)
ماريانا كوستا (بالبرتغالية: Mari Paraíba) (30 يوليو 1986 في البرازيل - ) هي لاعبة كرة طائرة برازيلية في مركز ضارب خارجي ‏. لعبت مع Osasco Voleibol Clube ‏.

## وصلات خارجية
- ماريانا كوستا على موقع الاتحاد الأوروبي (الإنجليزية)
- ماريانا كوستا على موقع قاعدة بيانات الكرة الطائرة الشاطئية (الإنجليزية)
- ماريانا كوستا على موقع عالم الكرة الطائرة (الإنجليزية)
- ماريانا كوستا على موقع دوري الدرجة الأولى الإيطالي للكرة الطائرة - سيدات (الإيطالية)